# رجل مهم جدا (فلم)
رجل مهم جدا هو فيلم كوميدي مصري من إخراج عصام الشماع. وبطولة فاروق الفيشاوي، معالي زايد، زوزو نبيل وإيمان، صدر الفيلم في 7 أكتوبر 1996.

## نبذة
شافعي موظف صغير مطحون ينتمي لبيئة شعبية يعمل في إحدى المصالح الحكومية، بلغ الاربعين من عمره ولم يتزوج، يعيش مع أمه التي تقسو عليه، ويعيش في دائرة مغلقة من العمل للبيت دون تغيير، ويقع في حادث تصادم بسيارته ويهرب معتقدًا أنه قتل أحد رجال الشرطة، وتخفيه الراقصة كواكب في منزلها لتغير نظرته للحياة عبر علاقة عابرة، ويبدأ بعدها في مغامرة العمر.

## طاقم العمل
- فاروق الفيشاوي بدور شافعي أبو اليسر/سمير
- معالي زايد بدور كواكب
- زوزو نبيل بدور والدة شافعي
- إيمان بدور نانسي البكري

## وصلات خارجية
- مقالات تستعمل روابط فنية بلا صلة مع ويكي بيانات